# Joseph Blank (Politiker)
Joseph Blank (* 12. Februar 1913 in Elz; † 14. Juni 1994 in Düsseldorf) war ein deutscher Verwaltungsbeamter und Politiker (CDU).

## Leben und Beruf
Joseph Blank wurde als Sohn eines Schreiners und als Bruder des späteren Bundesministers Theodor Blank geboren. Nach dem Abitur am Gymnasium 1933 nahm er ein Studium der Philosophie auf, welches er 1936 mit dem Philosophikum abschloss. Anschließend besuchte er eine Verwaltungsschule und arbeitete als Verwaltungsangestellter bei verschiedenen westfälischen Behörden. Er nahm seit 1939 als Soldat am Zweiten Weltkrieg teil, wurde zum Leutnant der Reserve befördert und geriet 1943 in US-amerikanische Gefangenschaft. In den letzten Kriegsjahren studierte er in der Lager-Hochschule des Kriegsgefangenenlagers Camp Trinidad/USA Rechts- und Geisteswissenschaften.
Nach der Entlassung aus der Kriegsgefangenschaft 1946 kehrte Blank nach Deutschland zurück und wurde nach bestandener Verwaltungsprüfung erneut im Verwaltungsdienst tätig. Darüber hinaus übte er eine Lehrtätigkeit aus. Von Februar 1964 bis 1976 war er Vorstandsmitglied bzw. Direktor der Wohnungsbauförderungsanstalt des Landes Nordrhein-Westfalen.

## Politik
Blank trat 1946 der CDU bei. Er war von 1947 bis 1949 Kreisgeschäftsführer der CDU Lüdenscheid von 1950 bis 1958 Landesgeschäftsführer der CDU Westfalen-Lippe. Bei der Landtagswahl 1954 wurde er über ein Direktmandat in den Landtag Nordrhein-Westfalen gewählt, dem er bis zu seinem Ausscheiden am 29. Dezember 1958 angehörte.
Blank wurde im Dezember 1958 zum Staatssekretär im Wiederaufbauministerium des Landes Nordrhein-Westfalen ernannt; dieses Ministerium wurde zum 1. Mai 1961 in Ministerium für Landesplanung, Wohnungsbau und öffentliche Arbeiten umbenannt. Vom 26. Juli 1962 bis zu seinem Rücktritt aus gesundheitlichen Gründen am 24. Juni 1963 amtierte Blank als Minister für Landesplanung, Wohnungsbau und öffentliche Arbeiten.

## Ehrungen
- 1973: Großes Verdienstkreuz der Bundesrepublik Deutschland[1]